# Martin Paterson
Martin Andrew Paterson (* 10. Mai 1987 in Tunstall, Stoke-on-Trent) ist ein ehemaliger nordirischer Fußballspieler. Der Stürmer begann seine Karriere beim Klub seiner Heimatstadt, Stoke City. Zudem lief er zwischen 2007 und 2014 für die nordirische Nationalmannschaft auf.

## Karriere

### Stoke City
In der Jugendabteilung seines Heimatvereins Stoke City spielte Paterson seit seinem neunten Lebensjahr. Seinen ersten Einsatz für den Premier-League-Vertreter absolvierte Paterson im April 2005 beim 2:0-Erfolg über Plymouth Argyle. In der Folgezeit wechselte er häufiger zwischen der ersten und zweiten Mannschaft der Potters, sodass er erst im Juni 2006 seinen ersten Profivertrag unterschrieb, nachdem er im März gleichen Jahres zu seinem Startelfdebüt kam. Um Paterson weiter Spielpraxis zu gewähren wurde er im November 2006 an den Viertligisten Grimsby Town verliehen. Nach Ende des dreimonatigen Leihgeschäfts sollte er ein weiteres Mal verliehen werden, wobei der FC Wrexham der Interessent war. Das Geschäft kam jedoch nicht zustande.
Im Mai 2007 kam es zu ersten Vertragsverhandlungen, bei denen Paterson ein neuer Kontrakt vorgeschlagen wurde.

### Scunthorpe United
Nachdem sein früherer Arbeitgeber Grimsby Town Interesse bekundet hatte und die Vereinsführung ihrerseits weiterhin an einer Vertragsverlängerung interessiert war, verpflichtete ihn schließlich der Zweitliga-Aufsteiger Scunthorpe United. Paterson hatte alle Angebote eines neuen Vertrages abgelehnt. Im Nachhinein wurde Scunthorpe United zu einer Strafe von 305.000 £ und eventuellen Bonuszahlungen verurteilt, da Abwerbemodalitäten nicht eingehalten wurden. Im Endeffekt stellt sich Paterson somit als teuerster Transfer der Vereinsgeschichte dar. Bei Scunthorpe sollte er dazu beitragen, den äußerst erfolgreichen Billy Sharp zu ersetzen.
Nachdem er in seinen ersten 13 Einsätzen sieben Tore erzielt hatte, wurde er erstmals in den Kader der nordirischen Nationalmannschaft berufen. Zum Ende der Saison, als der Abstieg des Vereins in die Drittklassigkeit fest stand, lehnte die Vereinsführung sowohl ein Angebot des FC Burnley über 450,00 £ als auch eine schriftliche Transferanfrage von Paterson selbst ab. Paterson sollte als bester Torschütze an den Verein gebunden bleiben.

### FC Burnley
Im Juni 2008 einigten sich die Verantwortlichen jedoch auf eine Ablösesumme von einer Million Pfund, die leistungsabhängig noch um 300.000 £ steigen könnte. Bei den Clarets unterschrieb er einen Vierjahresvertrag.
In seiner ersten Spielzeit trug er mit 19 wettbewerbsübergreifenden Toren wesentlich dazu bei, dass seine Mannschaft über die Playoffs gegen Sheffield United den Aufstieg in die Premier League schaffte sowie im League Cup das Halbfinale erreichte.
Im September der Folgesaison zog sich Paterson jedoch einen Riss des Innenmeniskus zu und fiel dadurch vier Monate aus. Nach seinem Comeback gegen Bolton im Januar erzielte er im Februar 2010 beim 2:5 gegen Aston Villa sein erstes Premier-League-Tor. Trotz seiner Rückkehr stieg der Verein nach nur einem Jahr wieder aus der höchsten Spielklasse ab. Im Anschluss daran verlängerte Paterson seinen bestehenden Vertrag im Juni 2010 um weitere drei Jahre. In der Folgezeit hinderten ihn weitere Verletzungen an kontinuierlichen Einsätzen, so zum Beispiel eine Oberschenkelermüdung im November 2010. Am Ende der Saison 2012/2013 verlängerte er seinen Vertrag nicht erneut und war vereinslos.

### Huddersfield Town
Am 25. Juni 2013 unterzeichnete Paterson einen Zweijahresvertrag bei Huddersfield Town. Am 3. August 2013 gab er sein Debüt für den Verein und erzielte am 23. November 2013 sein erstes Tor. In der Rückrunde kam er weniger zum Einsatz und wurde am 15. März 2014 für den Rest der Saison 2013/2014 an Bristol City ausgeliehen. 
In der folgenden Saison verletzte er sich in der Vorbereitung. Nach seiner Genesung wurde er bis zum 3. Januar 2015 an Fleetwood Town ausgeliehen, die in der Football League One spielen. Nach einer erneuten Verletzung kehrte er aber schon am 4. Dezember 2014 nach Huddersfield zurück. Am 25. Januar 2015 wurde er erneut ausgeliehen und zwar an Orlando City, die in der Major League Soccer spielen.

### Nationalmannschaft
Der gebürtige Engländer ist durch seine Großeltern, die nordirischer Herkunft sind, für die Nationalmannschaft spielberechtigt. Nach zwei sporadischen Einsätzen in der U-21 wurde er im November 2007 erstmals für die A-Mannschaft nominiert, um an der Qualifikation zur EM 2008 mitzuwirken. Bei der 0:1-Auswärtsniederlage gegen Spanien kam Paterson nach Einwechslung zu seinem Debüt auf internationaler Ebene.